# Gacaca
I  tribunali Gacaca sono una componente del sistema giudiziario ruandese.
Creati nel 2001, tali organi giuridici si ispirano a istituzioni tradizionali alle quali nei villaggi era affidata l'amministrazione della giustizia. La loro funzione è quella di giudicare ed eventualmente comminare pene a quanti nel Paese sono stati accusati di crimini contro l'umanità, commessi nel 1994, noti sotto il nome di Genocidio del Ruanda.
A seguito della cessazione delle operazioni belliche, il nuovo governo ruandese, guidato dal Fronte Patriottico Ruandese ha avviato le pratiche per assicurare alla giustizia gli oltre 120.000 cittadini accusati di aver collaborato all'attuazione del genocidio dei Tutsi e degli Hutu moderati. Nonostante i diversi prigionieri liberati, in quanto assolti o amnistiati, rimanevano comunque diverse decine di migliaia di sospettati da giudicare: a tal proposito vennero istituiti i tribunali Gacaca. Storicamente derivanti dalla giustizia provvisoria del villaggio in tempi di crisi, tali tribunali si basano sul principio dell'affidamento parziale del giudizio nelle mani delle vittime. Ciò tuttavia è stato oggetto di critiche in quanto non assicurerebbe parzialità del giudizio, esponendo peraltro la vittima, nella doppia veste di accusatore e giudice, a ritorsioni da parte degli imputati.
Stando ad alcune fonti, in dieci anni hanno giudicato circa due milioni di presunti colpevoli.